# Serotipo
Serotipo refere-se a um grupo de micro-organismos (bactérias ou vírus) relacionados que possuem antigénios em comum.
Por exemplo, se estudarmos todos os anticorpos contra o vírus Dengue, de todas as pessoas que tiveram dengue, vamos descobrir que se resumem a quatro tipos diferentes. Por isto o Dengue é classificada de Dengue 1 a 4.[carece de fontes?]
Alguns serotipos estão relacionados com os lipopolissacáridos existentes na superfície de bactérias gram-negativas.[carece de fontes?]